# Lars Grenaa
Lars Grenaa (født 1980) er en dansk pædagog og aktivist. Sammen med Rune Eltard-Sørensen blev han i 2003 idømt fængsel og bødestraf for malingangrebet på Christiansborg, hvor Grenaa kastede rød maling på statsminister Anders Fogh Rasmussen, mens han råbte “Du har blod på hænderne” som en reaktion på Danmarks deltagelse i irakkrigen.
Han er søn af Arbejderpartiet Kommunisternes formand Dorte Grenaa.
Han har været Arbejderpartiet Kommunisternes spidskandidat til Københavns Borgerrepræsentation, og medlem af partiets ungdomsorganisation DKU. 
Grenaa blev i 2006 valgt til hovedbestyrelsen i fagforeningen BUPL som repræsentant for Pædagogstuderendes Landssammenslutning, hvor han har siddet i forretningsudvalget og havde en lønnet stilling som faglig sekretær.
I dag er han socialpædagog i De Unges Hus i København.
Til en artikel i Jyllands-Postens internetudgave 30. september 2006 gav Lars Grenaa udtryk for, at han fortsat fandt aktionen mod statsministeren berettiget:
| Citat | Jeg fortryder ikke, at jeg smed maling på statsministeren, og ville gøre det igen, hvis den samme situation opstod. | Citat |
|       | |       |

I en podcast i 2022 udtalte han følgende: "Hej, Anders. Undskyld for, at det gik ud over dig. Det var ikke dig personligt, som det her handlede om. Jeg er ked af, hvis du blev bange. Det var ikke meningen at skræmme dig. Men jeg kommer ikke til at sige undskyld for, hvad jeg gjorde. Den dag, du siger undskyld for Irak-krigen og din medvirken i den, så vil du få en undskyldning fra mig. Men ikke før."
Han har bidraget til bogen Normkritik i pædagogisk praksis (2022) redigeret af Karen Liebing Madsen, Janne Jørgensen og Jacob Grack.